# The King (film, 2017)
Pour l’article homonyme, voir The King.
Pour plus de détails, voir Fiche technique et Distribution.
The King (hangeul : 더 킹 ; RR : Deo king ; littéralement « Le Roi ») est un film sud-coréen écrit et réalisé par Han Jae-rim, sorti en 2017.
Il connait un grand succès en Corée du Sud, où il totalise plus de 5 millions d'entrées dans le box-office de 2017.

## Synopsis
L'histoire de Park Tae-soo (Jo In-sung), issu d'une famille pauvre, qui décide de devenir procureur après avoir appris que le pouvoir est la chose la plus importante dans la vie et que ce poste est le plus grand symbole du pouvoir dans les années 1990. Après être entré dans la faculté de droit la plus prestigieuse, il est confronté à la résistance de la démocratie en Corée et atteint enfin son but de devenir procureur mais sa vie n'est pas meilleure de celle d'un homme salarié. Par hasard, il rejoint une clique de puissants procureurs disposant de la richesse et du pouvoir. Il goûte finalement à la vie de la classe supérieure, mais plus il apprécie le plaisir que procure le pouvoir, plus il en voit aussi le côté cruel,.

## Distribution

### Principale
- Jo In-sung : Park Tae-soo
- Jeong Woo-seong : Han Kang-shik [3]

### Secondaire
- Kim Ah-joong : Sang-hee [4]
- Bae Seong-woo (en) : Yang Dong-chul
- Ryu Jun-yeol : Choi Doo-il [5]
- Kim Eui-sung : Kim Eung-soo
- Jang Myung-gab : Um Hyun-gi
- Jung Eun-chae : la sœur de Park Tae-soo
- Kim So-jin : Ahn Hee-yeon
- Shin Ryu-jin : Ji-min

### Autres
- Jung Sung-mo
- Hwang Seung-un
- Lee Joo-yeon [6]
- Cha Yeob
- Park Jung-min
- Jung Da-un
- Lee Yeol-eum
- Choi Gwi-hwa
- Oh Dae-hwan (en)
- Han Soo-yeon (en)
- Lim Hak-sun
- Seo Wang-seok
- Lee Kyu-ho
- Choi Yeong-do
- Mi Seok
- Lee Ho-cheol
- Kim Koo-kyung
- Park Ji-hong
- Jo Woo-jin : l'inspecteur de Park Tae-soo

## Production
La première lecture du script a lieu fin janvier 2016.
Le tournage a lieu à Séoul, Daejeon et Busan, entre le 4 février et le 3 juillet 2016.

## Accueil

### Promotion et sortie
La première bande annonce du film a le record de vues pour une bande-annonce de film sud-coréen avec plus de 7,17 millions de vues, sept jours après sa sortie.
Le film sort le 18 janvier 2017 en Corée du Sud. Il sort également de façon limitée en Amérique du Nord, le 27 janvier 2017.

### Box-office
Le film est premier du box-office sud-coréen à sa sortie, avec 1,85 million d'entrées et 13,2 millions $ de recettes.

## Distinctions

### Récompenses
- 53e cérémonie des Baeksang Arts Awards (en)[12],[13] :
  - Meilleure actrice dans un rôle secondaire pour Kim So-jin
  - Meilleur nouvel acteur pour Ryu Jun-yeol

- The Seoul Awards 2017 : meilleur acteur révélé pour Ryu Jun-yeol

### Nominations
- 53e cérémonie des Baeksang Arts Awards (en) : meilleur acteur dans un rôle secondaire pour Bae Seong-woo (en)

- The Seoul Awards 2017 :
  - Grand prix du meilleur film
  - Meilleur acteur pour Jeong Woo-seong
  - Meilleur acteur dans un second rôle pour Bae Seong-woo